# Sodales Augustales
Sodales Augustales – kolegium senatorskie w starożytnym Rzymie, powstałe w 14 roku w celu sprawowania i nadzorowania kultu cesarza Oktawiana Augusta. Kolegium liczyło 21 senatorów, poza porządkiem do kolegium włączono także członków rodziny cesarskiej: Tyberiusza, Druzusa Młodszego, Klaudiusza i Germanika.